# Moyen iranien
Le moyen iranien se réfère au groupe de langues indo-européennes parlées entre le IVe siècle av. J.-C. et le IXe siècle de notre ère.
Plusieurs langues sont attestées : le moyen-perse, le parthe, le khotanais, le sogdien, le bactrien et le chorasmien, mais les documents datent essentiellement de la fin du moyen-iranien.